# Ahtem Seitablaiev
Ahtem Seitablaiev (în tătară crimeeană Ahtem Şevket oğlu Seytablaiev; n. 11 decembrie 1972, Yangiyoʻl⁠(d), Republica Sovietică Socialistă Uzbecă, URSS) este un actor, scenarist și regizor tătar din Crimeea  care trăiește în Ucraina. Este regizorul mai multor filme notabile, printre care Haytarma, istoria unei națiuni în 2013 și Rugăciunea celuilalt în 2017. El și-a exprimat opoziția față de anexarea Crimeei de către Federația Rusă, iar filmele sale despre soarta mai multor tătari proeminenți din Crimeea au fost lăudate în toată Europa, dar criticate de extrema dreaptă rusă.

## Tinerețe
Seitablayev s-a născut în 1972 în Yangiyo'l, pe atunci o parte a Republicii Sovietice Socialiste Uzbeke. Părinții săi au fost deportați în Uzbekistan (Sürgün), deoarece tătarii din Crimeea au fost unul dintre grupurile etnice numeroase care au fost exilate în masă în timpul lui Stalin. A urmat școala în Uzbekistan și a rămas acolo împreună cu familia sa, până când s-a mutat în Crimeea în perioada Perestroika din 1989. Şi-a început cariera cinematografică în 1992, după absolvirea Școlii de iluminare culturală din Crimeea.

## Carieră
Din 1992 până în 2004 a lucrat la Teatrul Tătar din Crimeea de la Simferopol, unde a regizat mai multe piese de teatru, inclusiv lucrări ale dramaturgului rus Aleksandr Pușkin. În 2005, a început să lucreze la Teatrul Academic de Dramă și Comedie din Kiev, de pe stânga Niprului. În 2009, a regizat filmul Kvartet dlya dvoikh. În 2013, a regizat filmul Haytarma, bazat pe viața reală a lui Amet-khan Sultan, un as al aviației tătar din Crimeea și de două ori erou al Uniunii Sovietice care a fost martor la deportarea tătarilor din Crimeea, dar a reușit să evite deportarea din cauza origini caucaziene (Laki) a tatălui său și a intervenției lui Timofei Hriukin, comandantul armatei aeriene a 8-a. Filmul a fost lăudat de Kiev Post ca fiind „obligatoriu de văzut de către pasionații de istorie” și criticat de Komsomolskaya Pravda pentru că i-a înfățișat pe ofițerii NKVD însărcinați cu deportarea ca fiind violenți, în timp ce portretizează femeile și copiii deportați într-o lumină mult mai simpatică.
Consulul rus în Crimeea, Vladimir Andreev, a declarat că filmul „denaturează adevărul” și a atacat filmul pentru că a fost făcut de tătarii din Crimeea, despre care a spus că au meritat să fie deportați, dar a recunoscut că nu a vizionat efectiv filmul și că și-a format o părerea inexactă despre film doar pe baza că a fost realizat de tătarii din Crimeea. Comentariile lui Andreev au stârnit o reacție uriașă care a dus la demisia sa, în timp ce Seitablaiev a mulțumit în glumă lui Andreev deoarece a făcut filmului reclamă gratuită.
Din 2016 până în 2017 a regizat Rugăciunea celuilalt (Чужа молитва sau 87 de copii), bazat pe viața reală a Saidei Arifova, o directoare de grădiniță care a salvat peste 80 de copii evrei în timpul Holocaustului schimbându-le datele despre etnia lor și învățându-i să imite obiceiurile și limba tătarilor din Crimeea pentru a-i ascunde de Gestapo. În cele din urmă, naziștii au bănuit că a fost implicată în ascunderea copiilor evrei și au torturat-o, dar a refuzat să trădeze vreun nume. După ce Armata Roșie a preluat controlul Crimeei, i-a salvat din nou, explicând NKVD-ului că aceștia erau copii evrei, nu tătari din Crimeea și, prin urmare, aveau voie să rămână în Crimeea în loc să fie deportați în Siberia. Filmul a avut premiera la 18 mai 2017, odată cu comemorarea deportărilor (Sürgün). Inițial, pelicula trebuia să fie filmată în Crimeea, dar după anexarea Crimeei de către Federația Rusă în 2014, s-a decis că filmările vor fi realizate în Ucraina continentală și în Georgia.
În 2017 a regizat Kiborgy. Heroyi ne vmyrayut (Кіборги. Герої не вмирають, titlu internațional Cyborgs: Heroes Never Die).. Filmul descrie câteva săptămâni din septembrie 2014, în care un grup de voluntari militari vin pentru prima dată pe Aeroportul Donețk - aeroportul care a fost apărat de ucraineni mai bine de patru luni în conflictul armat din Donbas.

## Viață personală
La 29 mai 2018, a dat o declarație în sprijinul lui Oleg Senţov, un regizor de film arestat în Crimeea controlată de Rusia. Este căsătorit cu actrița Ivanna Diadiur cu care are trei copii.

## Filmografie

### Actor
| Actorul lucrează | Actorul lucrează                       | Actorul lucrează                          |
| An               | Film                                   | Rol                                       |
| ---------------- | -------------------------------------- | ----------------------------------------- |
| 2003             | Mamay                                  | Fratele mijlociu Umay                     |
| 2004             | Saga Moskovskaya                       | (un episod)                               |
| 2004             | Tatarskiy triptikh                     | Stambulskiy Sokhti / Rustem               |
| 2005             | Întoarcerea lui Muhtar -2              | Safiullin                                 |
| 2005             | Zoloti khloptsi                        | (episod)                                  |
| 2005             | Navizhena                              | Tipul de la securitatea parcării          |
| 2006             | Bohdan-Zynoviy Khmelnytskyi            |                                           |
| 2006             | Întoarcerea lui Muhtar -3              | Timur Khazov                              |
| 2006             | Zhinocha robota z ryzykom dlia zhyttia | Artem Polonskyi                           |
| 2007             | Zhaha ekstrymu                         | Nikita                                    |
| 2008             | Prityazhenie                           | Arkadiy (fiul lui Aleksandr Nikolayevici) |
| 2009             | Osinni kvity                           | comerciant într-un tren                   |
| 2011             | Temni vody                             | (episod)                                  |
| 2012             | Actor, sau Iubirea nu după dramaturg   | (neterminat)                              |
| 2012             | Svaty -6                               | Murat Vladlenovych (proprietar Bukovel)   |
| 2012             | Haytarma                               | Amet-khan Sultan                          |
| 2015             | Hvardiya                               | tătar                                     |
| 2015             | Tsentralna likarnya                    | Rustam Agalarov                           |
| 2016             | Ya z toboyu                            | Andriy                                    |
| 2016             | Den nezalezhnosti. Vasyl Stus          | Vasyl Stus                                |
| 2016             | Skhidni solodoshchi                    | Ibrahim                                   |
| 2016             | Zhyttia Na liniyi                      | Serhiy Zadorozhnyi                        |
| 2017             | Pravylo boyu                           | Persoana în negru                         |
| 2017             | Chuzhaya molitva                       |                                           |
| 2018             | Spisok zhelaniy                        | Leonid Kaufman (primar)                   |

## Legături externe
- Ahtem Seitablaiev la Internet Movie Database